# راندال إدواردز (ممثلة)
راندال إدواردز (بالإنجليزية: Randall Edwards)‏ هي ممثلة أمريكية، ولدت في 1955 في أتلانتا في الولايات المتحدة.

## وصلات خارجية
- راندال إدواردز على موقع IMDb (الإنجليزية)
- راندال إدواردز على موقع قاعدة بيانات برودواي على الإنترنت (الإنجليزية)
- راندال إدواردز على موقع قاعدة بيانات الفيلم (الإنجليزية)